# Gábor Kis
Gábor Kis (* 27. September 1982 in Eger) ist ein ungarischer Wasserballer. 
Der 1,94 m große Center spielte bis 2004 beim Budapesti VSC, war dann 4 Jahre bei Brendon-ZF-Eger und wechselt anschließend zu Vasas Budapest. 2000 und 2003 gewann er den ungarischen Pokal mit BVSC, 2007 mit Eger.
1999 wurde Kis mit der ungarischen Juniorenmannschaft Dritter der Junioreneuropameisterschaft, 2001 wiederholte die Mannschaft den dritten Platz bei der Juniorenweltmeisterschaft. Seit 2006 gehört Kis zum Stamm der ungarischen Wasserball-Nationalmannschaft, 2006 wurde das Team Zweiter der Europameisterschaft. Ebenfalls den zweiten Platz belegte die Mannschaft bei der Weltmeisterschaft 2007. Bei den Olympischen Spielen 2008 gewannen die Ungarn das Finale gegen die Mannschaft aus den Vereinigten Staaten und wurden Olympiasieger.